# أبلوس
أَبُلُّوس كان مسيحيًا يهوديًا أصله إسكندراني من القرن الأول الميلادي وكان من رسل المسيح وتم ذكره عدة مرات في العهد الجديد . كان معاصرًا وزميلًا للرسول بولس ، ولعب دورًا مهمًا في التطور المبكر لكنيستي أفسس وكورنثوس .

## ذكره فيالكتاب المقدس

### سفرأعمال الرسل
تم ذكر أبلوس لأول مرة باعتباره واعظًا مسيحيًا جاء إلى أفسس (ربما في عام 52م أو 53م)، حيث وُصف بأنه "كَانَ هذَا خَبِيرًا فِي طَرِيقِ الرَّبِّ. وَكَانَ وَهُوَ حَارٌّ بِالرُّوحِ يَتَكَلَّمُ وَيُعَلِّمُ بِتَدْقِيق مَا يَخْتَصُّ بِالرَّبِّ. عَارِفًا مَعْمُودِيَّةَ يُوحَنَّا فَقَطْ."(أع 18: 25).  أكيلا وبريسكيلا ، زوجان مسيحيان يهوديان جاءا إلى أفسس مع الرسول بولس ، أرشدا أبلوس:
"وَابْتَدَأَ هذَا يُجَاهِرُ فِي الْمَجْمَعِ. فَلَمَّا سَمِعَهُ أَكِيلاَ وَبِرِيسْكِّلاَ أَخَذَاهُ إِلَيْهِمَا، وَشَرَحَا لَهُ طَرِيقَ الرَّبِّ بِأَكْثَرِ تَدْقِيق." (أع 18: 26) 

من المحتمل أن يكون الاختلاف بين المفهومين مرتبطًا بمعمودية المسيحيين، لأن أبلوس "عَارِفًا مَعْمُودِيَّةَ يُوحَنَّا فَقَطْ". وفي وقت لاحق، أثناء غياب أبلوس، يروي كاتب أعمال الرسل لقاءً بين بولس وبعض التلاميذ في أفسس:
قبل وصول بولس، انتقل أبلوس من أفسس إلى آخايا   وكان يعيش في كورنثوس ، عاصمة مقاطعة آخايا.  يذكر سفر أعمال الرسل أن أبلوس وصل إلى أخائية برسالة توصية من المسيحيين في أفسس وكان يستخدم اسفار العهد القديم في افحام اليهود، "وَإِذْ كَانَ يُرِيدُ أَنْ يَجْتَازَ إِلَى أَخَائِيَةَ، كَتَبَ الإِخْوَةُ إِلَى التَّلاَمِيذِ يَحُضُّونَهُمْ أَنْ يَقْبَلُوهُ. فَلَمَّا جَاءَ سَاعَدَ كَثِيرًا بِالنِّعْمَةِ الَّذِينَ كَانُوا قَدْ آمَنُوا، أَنَّهُ كَانَ بِاشْتِدَادٍ يُفْحِمُ الْيَهُودَ جَهْرًا، مُبَيِّنًا بِالْكُتُبِ أَنَّ يَسُوعَ هُوَ الْمَسِيحُ."(أع 18: 27-28) 

### رسالة كورنثوس الاولى
رسالة بولس الأولى إلى أهل كورنثوس (55م) يذكر أبلوس كشخصية مهمة في كورنثوس. يصف بولس دور أبلوس في كورنثوس:
"أَنَا غَرَسْتُ وَأَبُلُّوسُ سَقَى، لكِنَّ اللهَ كَانَ يُنْمِي." (1 كو 3: 6).
تشير رسالة بولس إلى كورنثوس عن الانشقاق بين أربعة أحزاب في كنيسة كورنثوس، حيث انحاز احد الاحزاب الى بولس وانحاز الاخر الى أبلوس، مستخدمين اسميهما (الحزب ثالث انحاز لبطرس المدعو صفا، والرابع حسب كلامهم انحازوا الى يسوع المسيح نفسه). كما ذكر في (1 كو 1: 12) 
كان أبلوس يهوديًا متدينًا وُلِد في الإسكندرية. وقد أدى أصل أبلوس في الإسكندرية إلى تكهنات بأنه كان يبشر بالأسلوب الرمزي الذي اتبعه فيلون . على سبيل المثال، علق عالم اللاهوت جيروم مورفي أوكونور قائلاً: "من الصعب أن نتخيل أن يهوديًا إسكندرانيًا ... كان بإمكانه الهروب من تأثير فيلون، الزعيم الفكري العظيم ... خاصة وأن الأخير يبدو أنه كان مهتمًا بشكل خاص بالتعليم والوعظ". 
لا يوجد ما يشير إلى أن أبلوس كان يفضل أو يوافق على المبالغة في تقدير شخصه. وحثه بولس على الذهاب إلى كورنثوس في ذلك الوقت، لكن أبلوس رفض، قائلاً إنه سيأتي لاحقًا عندما تتاح له الفرصة. وذلك في (1كو 16: 12). 

### رسالة إلى تيطس
وقد تم ذكر أبلوس مرة أخرى في العهد الجديد. في رسالة بولس الرسول الى أهل تيطس، يأمر بولس بارسال أبلوس مع زيناس الناموسي لمعاونة أسقف تيطس "جَهِّزْ زِينَاسَ النَّامُوسِيَّ وَأَبُلُّوسَ بِاجْتِهَادٍ لِلسَّفَرِ حَتَّى لاَ يُعْوِزَهُمَا شَيْءٌ." (تي 3: 13).. 

## معلومات خارج الكتاب المقدس
يَذكر القديس جيروم أن أبُلوس كان غير راضٍ عن الانقسام في كورنثوس لدرجة أنه تقاعد إلى كريت مع زيناس؛ وبمجرد شفاء الانقسام من خلال رسائل بولس إلى أهل كورنثوس، عاد أبلوس إلى المَدينة وأَصبح أحد شيوخها.  وتشير تقاليد أقل احتمالاً إلى أنه أسقف دوراس، أو إيقونية في فريجيا، أو قيصرية.
اقترح البابا بنديكت السادس عشر أن اسم "أبلوس" ربما كان اختصارًا لأبولونيوس أو أبولودوروس.  واقترحَ أيضًا أن هناك أشخاصًا في كورنثوس "... مفتونينَ بِطريقة [أبولو] في الكَلام ...." 